# Meulan-en-Yvelines
Meulan-en-Yvelines is een gemeente in Frankrijk. Het ligt aan de noordoever, aan de rechter oever van de Seine, op 35 km ten noordwesten van het centrum van Parijs. Het werd in de klassieke oudheid al door de Galliërs als haven gebruikt. Het zeilen op de Olympische Zomerspelen van 1900 en van 1924 werd voor een deel op de Seine bij Meulan-en-Yvelines gehouden.
Station Thun-le-Paradis ligt in Meulan-en-Yvelines en het deelt station Meulan - Hardricourt met Hardricourt, maar dat station ligt in Hardricourt.

## Kaart
Het meest oostelijke deel van een langgerekt eiland, het Île belle, in de Seine, behoort tot Meulan-en-Yvelines.
De onderstaande kaart toont de ligging van Meulan-en-Yvelines met de belangrijkste infrastructuur en aangrenzende gemeenten.

## Demografie
Onderstaande figuur toont het verloop van het inwonertal, bron: INSEE-tellingen. 

## Overleden
- Pierre Daru 1767–1829, staatsman, historicus en dichter
- Victor Vignon 1847–1909, kunstschilder en graficus

## Geboren
- Sophie de Condorcet 1764–1822
- Arnaud Boetsch 1969, tennisser
- Médéric Clain 1976, wielrenner
- Mounir Obbadi 1984, Marokkaans voetballer
- Abdoulaye Doucouré 1993, voetballer
- M'Baye Niang 1994, Senegalees-Frans voetballer
- Ferland Mendy 1995, Senegalees-Frans voetballer
- Tidiam Gomis 2006, Frans-Senegalees voetballer

- Bibliothèque nationale de France: cb12151534k (data)
- Gemeinsame Normdatei: 4115130-6
- MusicBrainz: bd18d7f4-38a0-4d61-a860-8273ba21a41a
- Nationale Bibliotheek van Tsjechië: ge1217445
- Nationale Bibliotheek van Israël: 987007567716805171
- Système universitaire de documentation: 030011329
- Virtual International Authority File: 123294425